# Fallet John Walter
Fallet John Walter är ett svenskt rättsfall som behandlar ansvarsfrågan kring femårige John Walters död 2021.

## Bakgrund
John Walter hade autism, adhd och utvecklingsförsening. Han hade svårt med språket, men han var ett fysiskt aktivt barn. Detta ledde till att han "behövde ständig närvaro". Då föräldrarna beskrevs ha haft svårt att få det stöd de behövde för att Walter skulle kunna bo hemma placerades han på ett HVB-hem; detta under en sommar då hans ordinarie förskola var stängd.

## Dödsfallet
Sommaren 2021 placerades John Walter på HVB-hemmet Platea i Hagfors kommun. Två veckor efter inflyttningen påträffades Walter drunknad i Ulvån. 

## Rättsfallet

### Personalen
Efter dödsfallet ställdes de två personal som arbetat den morgonen som Walter försvann inför rätta. De anklagades för att genom oaktsamhet ha vållat John Walters död. Bakgrunden var att det saknats en personal och att de därför låtit "barnen på boendet leka ensamma bakom en stängd dörr". I tingsrätten dömdes de båda till villkorlig dom för vållande till annans död. Domen överklagades och hovrätten meddelade 2024 att de två åtalade friades. Motiveringen löd:
| ”                              | Varje avvikelse från det normalt aktsamma är inte tillräckligt för att ett handlande ska läggas till grund för straffrättsligt ansvar för vållande till annans död. Det krävs att handlandet utgör ett otillåtet risktagande som är så klandervärt att oaktsamheten motiverar straffbarhet. I detta fall har hovrätten bedömt att de tilltalade inte har handlat med sådan oaktsamhet som kan leda till straffansvar | „ |
| – hovrättsrådet Johanna Hagman | |   |

Ärendet överklagades till Högsta domstolen som inte beviljade prövningstillstånd. Således friades de anställda slutligt 2024.

### Hemkommunen
Walters föräldrar stämde Falu kommun på en miljon kronor för att de placerat Walter i HVB-hemmet. Detta hem hade tidigare fått kritik från Inspektionen för vård och omsorg (IVO). Kommunen friades i första instansen. Föräldrarna fick dock hjälp av Centrum för rättvisa att överklaga domen. Ärendet lyftes till Svea hovrätt i mitten på 2025. Den 18 juni 2025 meddelade hovrätten att de anslutit sig till Falu tingsrätts bedömning.